# بطولة أمريكا الجنوبية لألعاب القوى 1949
بطولة أمريكا الجنوبية لألعاب القوى 1949 هي النسخة الـ 16 من بطولة أمريكا الجنوبية لألعاب القوى. أقيمت في ليما ببيرو. تصدرت الأرجنتين جدول الميداليات برصيد 35 ميدالية منها 14 ذهبية.

## جدول الميداليات
| الترتيب | منتخب      | ذهبية | فضية | برونزية | المجموع |
| ------- | ---------- | ----- | ---- | ------- | ------- |
| 1       | الأرجنتين  | 14    | 10   | 11      | 35      |
| 2       | البرازيل   | 6     | 7    | 8       | 21      |
| 3       | تشيلي      | 5     | 10   | 6       | 21      |
| 4       | بيرو       | 4     | 1    | 4       | 9       |
| 5       | الأوروغواي | 3     | 4    | 3       | 10      |